# Бережок (Брянская область)
Бережо́к — село в Карачевском районе Брянской области, в составе Карачевского городского поселения. 

Расположено на левом берегу Снежети и непосредственно примыкает к городу Карачеву.
Население 381 чел. (2010).

## История
Возникло как пригородная слобода города Карачева, впервые упоминается в писцовых книгах начала XVII века в составе Подгородного стана Карачевского уезда как слобода при расположенном рядом Карачевском Воскресенском монастыре (также называемой Тихоновой пустынью; это же название распространилось и на селение). По упразднении монастыря (1764) — приходское село.
В XIX веке в селе работал винокуренный завод.
С 1840-х года годов село Бережок становится центром особой волости для государственных (бывших монастырских) крестьян; позднее — центром Драгунской волости Карачевского уезда; с 1925 в составе Карачевской волости, Карачевского района (с 1929).
В 1897 года была открыта школа грамоты (с 1903 преобразована в церковно-приходскую).
С 1918 по 1990-е гг. — центр Бережанского сельсовета, затем (до 2005) в составе того же сельсовета (центр — посёлок Согласие).
| Годы      | 1866 | 1887 | 1926 | 1979 | 1989 | 2002 | 2010 |
| --------- | ---- | ---- | ---- | ---- | ---- | ---- | ---- |
| Население | 439  | 495  | 906  | 687  | 573  | 487  | 381  |

## Достопримечательности
- В селе располагается величественная каменная Воскресенская церковь (XVII-XVIII вв.) Тихоновой пустыни – до 1764 являлась соборным храмом этого монастыря, позднее приходская (в 1937-1998 гг. не действовала); с 2004 восстановлен монастырь. Могила Святого преподобного Тихона Карачевского.